# Orazio I di Lannoy

Stemma Lannoy-Colonna

Orazio I di Lannoy, IV principe di Sulmona (... – 1597), è stato un nobile e militare italiano dell'Impero spagnolo.

## Biografia
Era figlio secondogenito di Filippo di Lannoy principe di Sulmona e di Isabella Colonna.
Colonnello della fanteria spagnola (1564).
Nel 1559 subentrò al fratello maggiore Carlo II quale principe di Sulmona in seguito alla rinuncia di questi.
Nel 1582 vendette i possedimenti di Sesto, Rocca Pipirossa, Venafro e Ortona a Mare.
Nel 1585 fu insignito da Filippo II di Spagna di Cavaliere dell'Ordine del Toson d'oro: la catena venne ricevuta il 20 giugno 1585 a Barcellona dalle mani del monarca.

## Discendenza
Sposò dopo il 1567 Antonia d'Avalos d'Aquino d'Aragona - figlia di Alfonso III d'Avalos, 1º principe di Pescara, e Maria d'Aragona - vedova di Gian Giacomo Trivulzio, marchese di Vigevano. Ebbero un figlio, Filippo II († 1600), principe di Sulmona, che sposò Porzia de Guevara, contessa di Potenza, figlia di Alfonso de Guevara, conte di Potenza, e Isabella Gesualdo.

## Ascendenza
|                                                         |                                   |                                           | Genitori                                      |  |  | Nonni |  |  | Bisnonni                            |  |  | Trisnonni                              |  |
|                                                         |                                   |                                           |                                               |  |  |       |  |  | Jean de Lannoy, signore di Mingoval |  |  | Antoine de Lannoy, signore di Mingoval |  |
|                                                         |                                   |                                           |                                               |  |  |       |  |  | Jean de Lannoy, signore di Mingoval |  |  | Antoine de Lannoy, signore di Mingoval |  |
|                                                         |                                   | Jeanne de Ville, signora di Senzeilles    |                                               |  |  |       |  |  | Jean de Lannoy, signore di Mingoval |  |  |                                        |  |
| Charles de Lannoy, I principe di Sulmona e Ortonamare   |                                   |                                           |                                               |  |  |       |  |  | Jean de Lannoy, signore di Mingoval |  |  |                                        |  |
|                                                         |                                   | Philippote de Lalaing                     | Simon VIII de Lalaing, signore di Montigny    |  |  |       |  |  |                                     |  |  |                                        |  |
|                                                         |                                   | Philippote de Lalaing                     | Simon VIII de Lalaing, signore di Montigny    |  |  |       |  |  |                                     |  |  |                                        |  |
|                                                         |                                   | Philippote de Lalaing                     | Jeanne de Gavre, signora di Brakel            |  |  |       |  |  |                                     |  |  |                                        |  |
| Philippe de Lannoy, II principe di Sulmona e Ortonamare |                                   | Philippote de Lalaing                     |                                               |  |  |       |  |  |                                     |  |  |                                        |  |
|                                                         |                                   | Jacques de Montbel, conte d'Entrémont     | Guillaume de Montbel, signore d'Entremont     |  |  |       |  |  |                                     |  |  |                                        |  |
|                                                         |                                   | Jacques de Montbel, conte d'Entrémont     | Guillaume de Montbel, signore d'Entremont     |  |  |       |  |  |                                     |  |  |                                        |  |
|                                                         |                                   | Jacques de Montbel, conte d'Entrémont     | Ainarde de la Chambre                         |  |  |       |  |  |                                     |  |  |                                        |  |
| Françoise de Montbel, duchessa di Bojano                |                                   | Jacques de Montbel, conte d'Entrémont     |                                               |  |  |       |  |  |                                     |  |  |                                        |  |
|                                                         |                                   | Jeanne de Saint-Maur                      | …                                             |  |  |       |  |  |                                     |  |  |                                        |  |
|                                                         |                                   | Jeanne de Saint-Maur                      | …                                             |  |  |       |  |  |                                     |  |  |                                        |  |
|                                                         |                                   | Jeanne de Saint-Maur                      | …                                             |  |  |       |  |  |                                     |  |  |                                        |  |
| Orazio I de Lannoy, IV principe di Sulmona e Ortonamare |                                   | Jeanne de Saint-Maur                      |                                               |  |  |       |  |  |                                     |  |  |                                        |  |
|                                                         | Prospero Colonna, duca di Traetto | Antonio Colonna, principe di Salerno      |                                               |  |  |       |  |  |                                     |  |  |                                        |  |
|                                                         | Prospero Colonna, duca di Traetto | Antonio Colonna, principe di Salerno      |                                               |  |  |       |  |  |                                     |  |  |                                        |  |
|                                                         | Prospero Colonna, duca di Traetto | Imperiale Colonna                         |                                               |  |  |       |  |  |                                     |  |  |                                        |  |
| Vespasiano Colonna, conte di Fondi                      | Prospero Colonna, duca di Traetto |                                           |                                               |  |  |       |  |  |                                     |  |  |                                        |  |
|                                                         |                                   | Isabella Carafa                           | Giovanni Tommaso Carafa, conte di Maddaloni   |  |  |       |  |  |                                     |  |  |                                        |  |
|                                                         |                                   | Isabella Carafa                           | Giovanni Tommaso Carafa, conte di Maddaloni   |  |  |       |  |  |                                     |  |  |                                        |  |
|                                                         |                                   | Isabella Carafa                           | Giulia Sanseverino                            |  |  |       |  |  |                                     |  |  |                                        |  |
| Isabella Colonna                                        |                                   | Isabella Carafa                           |                                               |  |  |       |  |  |                                     |  |  |                                        |  |
|                                                         |                                   | Jacopo IV Appiano, signore di Piombino    | Jacopo III Appiano, signore di Piombino       |  |  |       |  |  |                                     |  |  |                                        |  |
|                                                         |                                   | Jacopo IV Appiano, signore di Piombino    | Jacopo III Appiano, signore di Piombino       |  |  |       |  |  |                                     |  |  |                                        |  |
|                                                         |                                   | Jacopo IV Appiano, signore di Piombino    | Battistina Fregoso                            |  |  |       |  |  |                                     |  |  |                                        |  |
| Beatrice Appiano                                        |                                   | Jacopo IV Appiano, signore di Piombino    |                                               |  |  |       |  |  |                                     |  |  |                                        |  |
|                                                         |                                   | Vittoria Todeschini Piccolomini d'Aragona | Antonio Piccolomini d'Aragona, duca di Amalfi |  |  |       |  |  |                                     |  |  |                                        |  |
|                                                         |                                   | Vittoria Todeschini Piccolomini d'Aragona | Antonio Piccolomini d'Aragona, duca di Amalfi |  |  |       |  |  |                                     |  |  |                                        |  |
|                                                         |                                   | Vittoria Todeschini Piccolomini d'Aragona | Maria d'Aragona                               |  |  |       |  |  |                                     |  |  |                                        |  |
|                                                         |                                   | Vittoria Todeschini Piccolomini d'Aragona |                                               |  |  |       |  |  |                                     |  |  |                                        |  |